# 台湾民報
台湾民報（たいわんみんぽう）は、日本統治時代の台湾において発行された新聞であり、1923年（大正12年）4月東京において発行され、のち1927年（昭和2年）8月10日、正式に台湾での印刷、発行がされた新聞である。機関誌『台湾青年』とその後継の雑誌『台湾』を前身とする。また『台湾民報』となった後も、『台湾新民報』さらには『興南新聞』と改称された。

## 沿革

### 『台湾青年』時代
1920年（大正9年）1月11日、東京に留学した蔡培火が中心となり林献堂などの援助を受け、台湾における台湾人の地位の向上を目指して「新民会」を成立させた。同年7月16日、この新民会の機関誌として在日台湾人を対象に、東京にて『台湾青年』が創刊された。これは台湾人による政治運動の最初の機関刊行物である。編集主任は、蔡培火であり、王敏川、林呈祿、蔡恵如らが共同で編集にあたった。この『台湾青年』は、1922年（大正11年）4月1日に名称を『台湾』とした。

### 東京時代
1923年（大正12年）4月15日、雑誌『台湾』の同人が東京において『台湾民報』を創刊した。前身の機関誌『台湾青年』や雑誌『台湾』が日本語と中国語を混用していたが、『台湾民報』では全て中国語（白話文）により記述された。当初は半月刊であったが、10月15日に旬刊にあらためられ、日本語版も創刊された。1925年（大正14年）7月12日には週刊（日曜日）に改められると同時に、王敏川を社長とする台北支社を設置した。

### 台湾時代
『台湾民報』が創刊される以前より、一部の人々により台湾での発行が主張されていた。しかし台湾総督府との関係で台湾での発行計画は実現されることは無かった。三人目の文官総督として伊沢多喜男が着任すると、かねてから台湾人の望みであった台湾における新聞発行が現実的となった。1927年（昭和2年）8月1日、『台湾民報』は日本語版を発行する条件で台湾での発行が総督府より正式に認可された。1929年（昭和4年）3月29日に誌名を『台湾新民報』へと改称し、翌1930年（昭和5年）より大東信託が発行を引き継いだ。1932年（昭和7年）4月15日、総督府より日刊紙としての発行が認可され、台湾での世論形成に大きな影響を与える言論機関として成長した。

## 台湾人民族運動の機関紙としての『台湾民報』
『台湾民報』および『台湾新民報』は1920年代から30年代にかけ、台湾での各種社会運動に大きな影響を与えた。まず、1921年（大正11年）からはじまった台湾独自の議会の設置を求める台湾議会設置請願運動や、新しい民族意識をもった台湾人知識人の民族運動団体である「台湾文化協会」による文化啓蒙活動など、1920年代前半の台湾人による抗日民族運動の機関誌の役割を果たした。治警事件や二林事件の報道により台湾人に大きな影響力を与えた。東京で発行し、台湾に持ち込むという不利な条件の下、最盛期には1万部を突破したと豪語した。

## 台湾人自身の言語改革運動と『台湾民報』
上述の「台湾文化協会」の結成や、「台湾議会設置請願運動」などの1920年代の活発な動きの中で、台湾人自身による言語改革運動が行われるようになった。いわゆる「中国白話文」普及運動である。中国白話文とは、中国で五・四運動前から急速に普及した、中国の新しい国語を記述する口語文体である。学習に時間がかかる文語文にかえ、新しい口語文を台湾でも普及させ、民衆啓蒙に役立てようとする運動が台湾人知識人により提唱された。本『台湾民報』が中国白話文を採用したことで、この運動が結実した。さらに本誌を舞台に文学創作なども開始された。同時代の中国の「文学革命」にならった、いわゆる「台湾新文学」運動である。これは同時期に展開していた中国の近代国家建設の文化的成果である中国白話文を普及させることにより、日本の同化政策に対抗し、また同時代の中国の文化潮流に合流していこうとする動きであった。

## 戦時体制下の『台湾新民報』とその後
日中戦争を契機とする皇民化政策による言論統制が強められる中、『台湾新民報』に対する規制も次第に強いものとなってきた。1937年（昭和12年）6月1日、遂に中国語版が停刊となり、1941年（昭和16年）2月には常務董事兼総経理である羅万陣及び主筆兼編輯局長の林呈祿により、『台湾新民報』は『興南新聞』と改称され、施政批判色を薄めた言論内容での発行となった。戦時統制下の1944年（昭和19年）4月、総督府主導により『興南新聞』は、他の台湾主要新聞5紙である『台湾日日新報』、『台湾新聞』 、『台湾日報』、『東台湾新聞』、『高雄新報』と統合され、『台湾新報』となった。太平洋戦争での日本の敗戦後は『台湾新報』は国民政府により接収され、『台湾新生報』と改称された。